# Skwer Bohaterów Akcji Bollwerk
Skwer Bohaterów Akcji Bollwerk – skwer zlokalizowany przy północnym odcinku ulicy Szyperskiej, na obszarze SIM Centrum, na osiedlu samorządowym Stare Miasto, w Poznaniu, upamiętniający uczestników akcji sabotażowej „Bollwerk” przeprowadzonej w pobliżu, w poznańskim porcie rzecznym w nocy z 20 na 21 lutego 1942.
24 stycznia 2017 na wniosek prezydenta Poznania Jacka Jaśkowiaka, Rada Miasta Poznania przyjęła uchwałę Nr XLI/703/VII/2017, w sprawie nadania skwerowi, imienia Bohaterów Akcji Bollwerk.
21 lutego 2017 podczas uroczystych obchodów uczczenia 75. rocznicy Akcji Bollwerk, mjr Ludwik Misiek, wiceprezes Światowego Związku Żołnierzy Armii Krajowej – Okręg Wielkopolska i wiceprezydent Poznania Tomasz Lewandowski, odsłonili tablicę z nazwą skweru. Organizatorami uroczystości byli: Prezydent Miasta Poznania, Zarząd Okręgu Wielkopolska Światowego Związku Żołnierzy Armii Krajowej – „Środowisko Pałac” oraz Szkoła Podstawowa z Oddziałami Integracyjnymi nr 40 im. Mieszka I w Poznaniu. Wsparcia merytorycznego udzielił poznański oddział Instytutu Pamięci Narodowej.
Projekt zagospodarowania zielenią nawiązuje do historycznego zdarzenia, Akcji Bollwerk, stąd pojawiły się na nim czerwone róże okrywowe i trawy. Jedna z odmian trawy mająca czerwone liście (Red Baron), ma nawiązywać do rozprzestrzeniającego się ognia. Założenie zieleni na skwerze obejmuje nasadzenia 26 drzew, w tym 16 klonów polnych odmiany „Elegant” i 10 ozdobnych jabłoni purpurowych. Zaprojektowano także wyspy traw ozdobnych o szarych i czerwonych liściach. Posadzono 130 sadzonek wydmuchrzycy piaskowej i 140 sztuk imperaty cylindrycznej, odmiany „Red Baron”. Prócz tego ulokowano w dwóch oddzielnych częściach, w sumie 370 róż odmiany „Marathon”.
Akcja „Bollwerk”  była akcją dywersyjno-sabotażową wielkopolskiego Oddziału Dywersji Bojowej, który należał do formacji o nazwie Związek Odwetu działającego w ramach struktur wojskowych Polskiego Państwa Podziemnego.